# Подорожненська сільська рада (Стрийський район)
Подорожненська сільська рада — орган місцевого самоврядування у Стрийському районі Львівської області. Адміністративний центр — село Подорожнє.

## Загальні відомості
Водоймища на території, підпорядкованій даній раді: річки Сукіль, Свіча, Нечич.

## Населені пункти
Сільській раді підпорядковані населені пункти:
- с. Подорожнє
- с. Зарічне
- с. Лани-Соколівські

## Склад ради
Рада складається з 16 депутатів та голови.

### Керівний склад попередніх скликань
| ПІБ                            | Основні відомості                                                 | Дата обрання | Дата звільнення |
| ------------------------------ | ----------------------------------------------------------------- | ------------ | --------------- |
| Чорнописький Василь Григорович | Сільський голова, 1962 року народження                            | 26.03.2006   | 31.10.2010      |
| Борщик Ігор Ярославович        | Сільський голова, 1974 року народження, освіта вища, безпартійний | 31.10.2010   |                 |

Примітка: таблиця складена за даними джерела